# Ủy ban An ninh Nội địa và Các vấn đề Chính phủ Thượng viện Hoa Kỳ

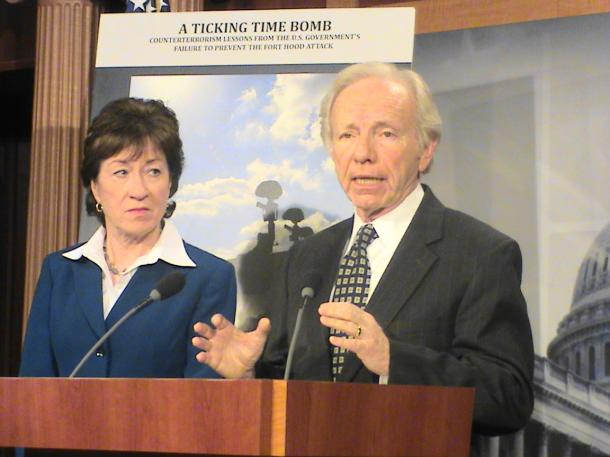
Vào năm 2011, Chủ tịch Ủy ban An ninh Nội địa và Các vấn đề Chính phủ Thượng viện Hoa Kỳ khi đó là Joe Lieberman và Thành viên Xếp hạng lúc đó là Susan Collins đưa ra đề xuất lưỡng đảng về các biện pháp đối phó với chủ nghĩa khủng bố trong nước và chủ nghĩa hồi giáo cực đoan ở Hoa Kỳ.

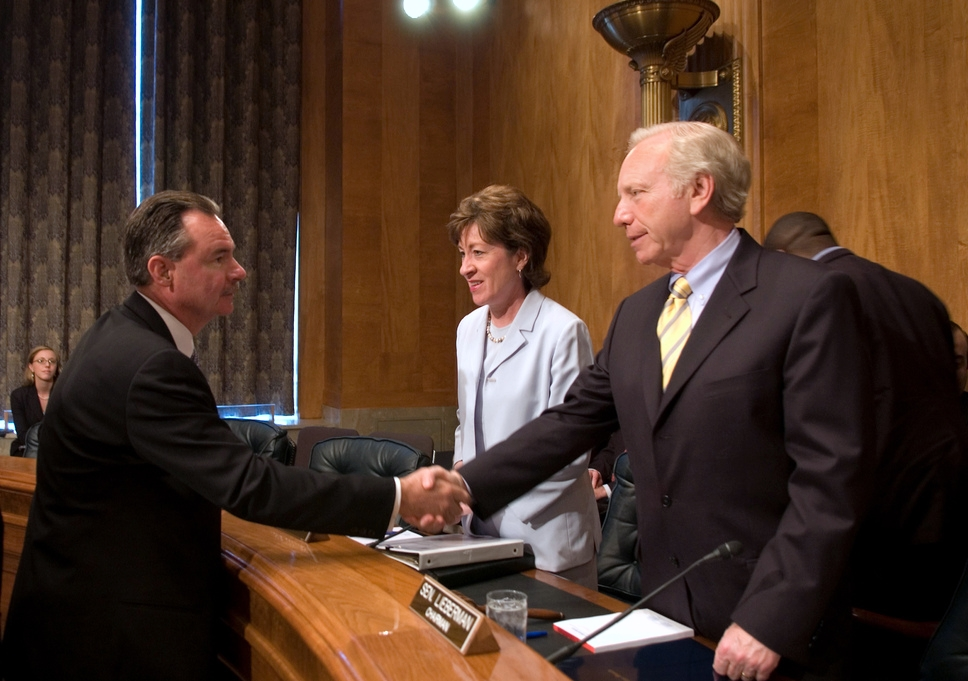
Chủ tịch Ủy ban Joe Lieberman và Thành viên Xếp hạng Susan Collins trò chuyện với Quản trị viên FEMA David Paulison

Ủy ban An ninh Nội địa và Các vấn đề Chính phủ Thượng viện Hoa Kỳ (tiếng Anh: United States Senate Committee on Homeland Security and Governmental Affairs) là ủy ban giám sát chính của Thượng viện Hoa Kỳ. Nó có quyền tài phán đối với các vấn đề liên quan đến Bộ An ninh Nội địa và các vấn đề liên quan đến an ninh nội địa, cũng như hoạt động của chính phủ, bao gồm Cơ quan Lưu trữ Quốc gia, ngân sách và các vấn đề kế toán (ngoài việc phân bổ ngân sách), Điều tra dân số, dịch vụ dân sự liên bang, chính quyền Đặc khu Columbia và Bưu điện Hoa Kỳ . Nó được gọi là Ủy ban Các vấn đề Chính phủ Thượng viện trước khi vấn đề an ninh nội địa được ủy ban này quản lý vào năm 2004. Nó đóng vai trò là ủy ban điều tra và giám sát chính của Thượng viện. Chủ tịch của ủy ban này là Chủ tịch Ủy ban Thượng viện duy nhất có thể đưa ra trát hầu tòa mà không cần bất cứ ủy ban nào bỏ phiếu.

## Thành viên của ủy ban trongQuốc hội khóa 117
| Đa số | Thiểu số |
| --- | --- |

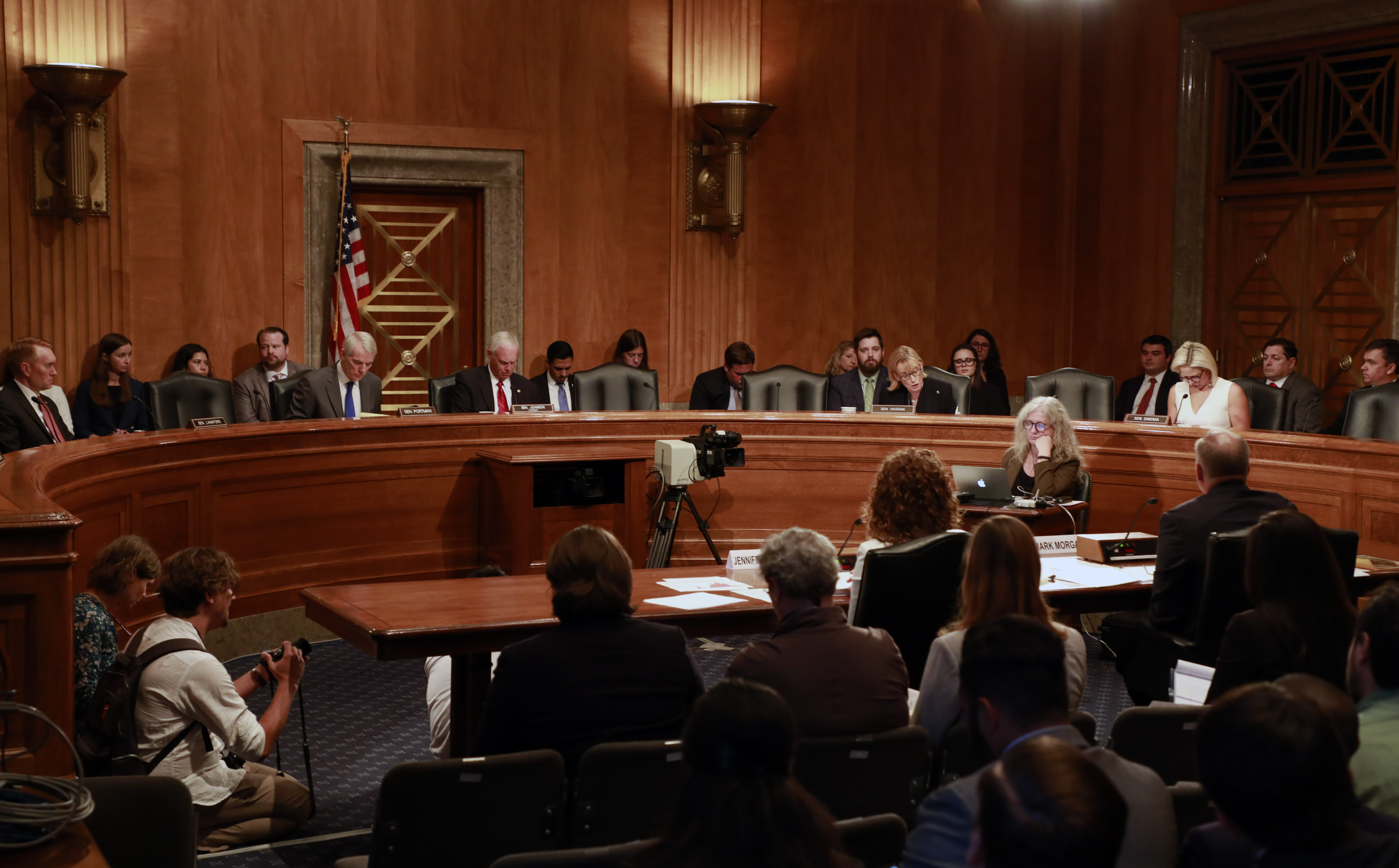
Phiên điều tràn của Ủy ban về an ninh biên giới năm 2019

| - Gary Peters, Michigan, Chủ tịch - Tom Carper, Delaware - Maggie Hassan, New Hampshire - Kyrsten Sinema, Arizona - Jacky Rosen, Nevada - Alex Padilla, California - Jon Ossoff, Georgia | - Rob Portman, Ohio, Thành viên Xếp hạng - Ron Johnson, Wisconsin - Rand Paul, Kentucky - James Lankford, Oklahoma - Mitt Romney, Utah - Rick Scott, Florida - Josh Hawley, Missouri |

## Chủ tịch Ủy ban

### Ủy ban Chi tiêu tại Các Bộ Hành pháp, 1921–1952
| Chủ tịch | Chủ tịch            | Đảng     | Tiểu bang     | Nhiệm kỳ  |
| -------- | ------------------- | -------- | ------------- | --------- |
|          | Medill McCormick    | Cộng hòa | Illinois      | 1921–1925 |
|          | David A. Reed       | Cộng hòa | Pennsylvania  | 1925–1927 |
|          | Frederic M. Sackett | Cộng hòa | Kentucky      | 1927–1930 |
|          | Guy D. Goff         | Cộng hòa | West Virginia | 1930–1931 |
|          | Frederick Steiwer   | Cộng hòa | Oregon        | 1931–1933 |
|          | J. Hamilton Lewis   | Dân chủ  | Illinois      | 1933–1939 |
|          | Frederick Van Nuys  | Dân chủ  | Indiana       | 1939–1942 |
|          | J. Lister Hill      | Dân chủ  | Alabama       | 1942–1947 |
|          | George D. Aiken     | Cộng hòa | Vermont       | 1947–1949 |
|          | John L. McClellan   | Dân chủ  | Arkansas      | 1949–1952 |

### Ủy ban Các hoạt động Chính phủ, 1952–1977
| Chủ tịch | Chủ tịch            | Đảng     | Tiểu bang      | Nhiệm kỳ  |
| -------- | ------------------- | -------- | -------------- | --------- |
|          | John L. McClellan   | Dân chủ  | Arkansas       | 1952–1953 |
|          | Joseph R. McCarthy  | Cộng hòa | Wisconsin      | 1953–1955 |
|          | John L. McClellan   | Dân chủ  | Arkansas       | 1955–1972 |
|          | Samuel J. Ervin Jr. | Dân chủ  | North Carolina | 1972–1974 |
|          | Abraham A. Ribicoff | Dân chủ  | Connecticut    | 1974–1977 |

### Ủy ban Các vấn đề Chính phủ, 1977–2005
| Chủ tịch | Chủ tịch             | Đảng     | Tiểu bang   | Nhiệm kỳ  |
| -------- | -------------------- | -------- | ----------- | --------- |
|          | Abraham A. Ribicoff  | Dân chủ  | Connecticut | 1977–1981 |
|          | William V. Roth, Jr. | Cộng hòa | Delaware    | 1981–1987 |
|          | John H. Glenn, Jr.   | Dân chủ  | Ohio        | 1987–1995 |
|          | William V. Roth, Jr. | Cộng hòa | Delaware    | 1995      |
|          | Theodore F. Stevens  | Cộng hòa | Alaska      | 1995–1997 |
|          | Fred D. Thompson     | Cộng hòa | Tennessee   | 1997–2001 |
|          | Joseph I. Lieberman  | Dân chủ  | Connecticut | 2001      |
|          | Fred D. Thompson     | Cộng hòa | Tennessee   | 2001      |
|          | Joseph I. Lieberman  | Dân chủ  | Connecticut | 2001–2003 |
|          | Susan M. Collins     | Cộng hòa | Maine       | 2003–2005 |

### Ủy ban An ninh Nội địa và Các vấn đề Chính phủ, 2005–nay
| Chủ tịch | Chủ tịch            | Đảng     | Tiểu bang   | Nhiệm kỳ  |
| -------- | ------------------- | -------- | ----------- | --------- |
|          | Susan M. Collins    | Cộng hòa | Maine       | 2005–2007 |
|          | Joseph I. Lieberman | Độc lập  | Connecticut | 2007–2013 |
|          | Tom Carper          | Dân chủ  | Delaware    | 2013–2015 |
|          | Ron Johnson         | Cộng hòa | Wisconsin   | 2015–2021 |
|          | Gary Peters         | Dân chủ  | Michigan    | 2021–nay  |

Ghi chú:
1. ↑  Trong chiến dịch tái tranh cử vào Thượng viện năm 2006, Lieberman đã thua trong cuộc bầu cử sơ bộ của Đảng Dân chủ, nhưng khi bước vào cuộc tổng tuyển cử, ông được đảng "Connecticut cho Lieberman" đề cử và giành chiến thắng, qua đó tiếp tục phục vụ trong Thượng viện với tư cách chính khách độc lập (đảng "Connecticut cho Lieberman") dù chưa bao giờ tham gia đảng này.